# Basílica Emilia
La basílica Emilia (en italiano, Basilica Emilia; en latín, basilica Æmilia), llamada también basílica Paulli (basilica Paulli) o basílica Fulvia (basilica Fulvia), fue una basílica romana, situada en el lado norte del Foro Romano. Su construcción data del año 179 a. C. pero fue modificada varias veces con posterioridad. Actualmente sólo se pueden ver la planta y algunos elementos reconstruidos.

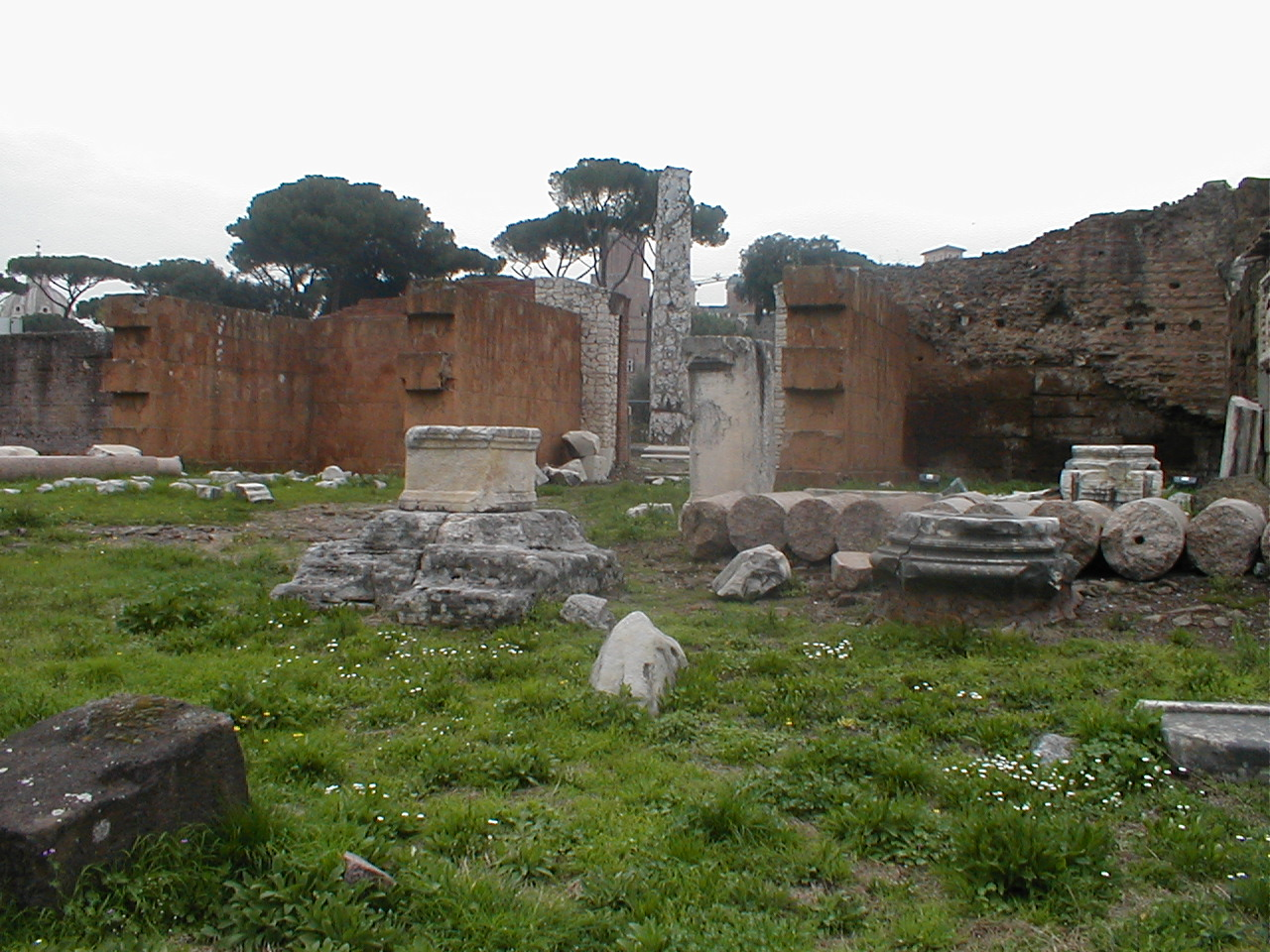
Los restos de la basílica Emilia.

## Ubicación
La basílica está situada en el Foro Romano, a lo largo del lado este de la explanada, entre la curia Julia y el templo de Antonino y Faustina.

## Función
La basílica es a menudo identificada para proteger a los peatones de la intemperie y ofrecer un refugio para las actividades del Foro Romano, evitando tanto la lluvia como el sol. Estaba dotada también de nuevas tiendas (tabernae), con una terraza para asistir a los combates de gladiadores que se desarrollaban en la plaza. Los tribunales también se asentaron aquí y más tarde los cambistas y banqueros se instalaron en este entorno propicio para sus asuntos.
La basílica está cerca, por el lado norte, del foro de Nerva y la Curia separados por la via dell'Argileto. Al sur, pasa la vía Sacra que recorre el Foro a lo largo desde el templo de Saturno justo hasta el arco de Tito. Cerca de allí, se encuentra el templo de Saturno, sede del Tesoro público del pueblo romano.

## Historia

### Edificio preexistente
La nueva basílica se construyó en un lugar donde estaban las tabernae lanienae ("carnicerías") del siglo V a. C. y más tarde (siglo IV a. C.) las tabernae argentariae. Estas últimas albergaban a los banqueros de la ciudad, y después de un fuego fueron llamadas tabernae novae ("tiendas nuevas"). La plaza tenía dos filas de tiendas enfrentadas. Una primera basílica se había construido detrás de las tabernae argentariae entre el año 210 a. C. y 195 a. C.-191 a. C., fecha en la que Plauto las menciona. Los estudios arqueológicos han demostrado que este edificio comprendía tres naves pavimentadas con toba de Monteverde, la fachada trasera tenía un pórtico que se abría al Forum Piscatorium y el Macellum (la zona que más tarde ocuparía el foro de Nerva).

### La basílica Fulvia-Emilia
Fue edificada por el censor Marco Fulvio Nobilior en 179 a. C. con el nombre de basílica Fulvia. Después de la muerte de éste, su colega Marco Emilio Lépido la terminó. En origen, se llamó al edificio basílica Fulvia o basílica Æmilia. En el año 159 a. C., el censor Publio Cornelio Escipión Nasica Córculo instaló una clepsidra en la basílica. Para entonces, sólo se conservaba el nombre de basílica Emilia, habiendo perdido antes del siglo II a. C. el de basílica Fulvia. Pudo deberse a que fue frecuentemente restaurada y redecorada por miembros de la gens Emilia.
En el año 78 a. C., el cónsul, Marco Emilio Lépido, la embelleció con los clipei ("escudos") o retratos grabados de sus antepasados y la reconstruyó ligeramente. Esta intervención es recordada en una moneda del año 61 a. C. de su hijo, el triunviro M. Emilio Lépido.
Según otros estudiosos, no obstante, la Basilica Aemilia era un edificio diferente de la Basilica Fulvia.

### LaBasilica Paulli
Otra reconstrucción de mayor alcance fue emprendida en 55 a. C. por el edil curul Lucio Emilio Paulo, hermano del triunviro Lépido. Se pudo emprender la restauración de la basílica gracias al botín de las Galias reunido por Julio César. Las obras no acabaron hasta 34 a. C., ya muerto César y con el hijo de Emilio Paulo, Paulo Emilio Lépido, en la época de su consulado, con la ayuda de César. El edificio ganó en esplendor. Emilio Paulo acabó y consagró la basílica renovada. Toma entonces el nombre de basílica Paulli. Frente a esta edificio, César había hecho construir la basílica Julia.
Este edificio tenía líneas similares al precedente; no obstante, tenía una largura reducida y una segunda nave en lugar del pórtico trasero. Las columnas en la nave central, en mármol africano, tenían capiteles corintios y frisos con hazañas de la historia de la República romana. Las columnas en la segunda fila eran de mármol cipolino y, finalmente, las externas llevaban capiteles jónicos.

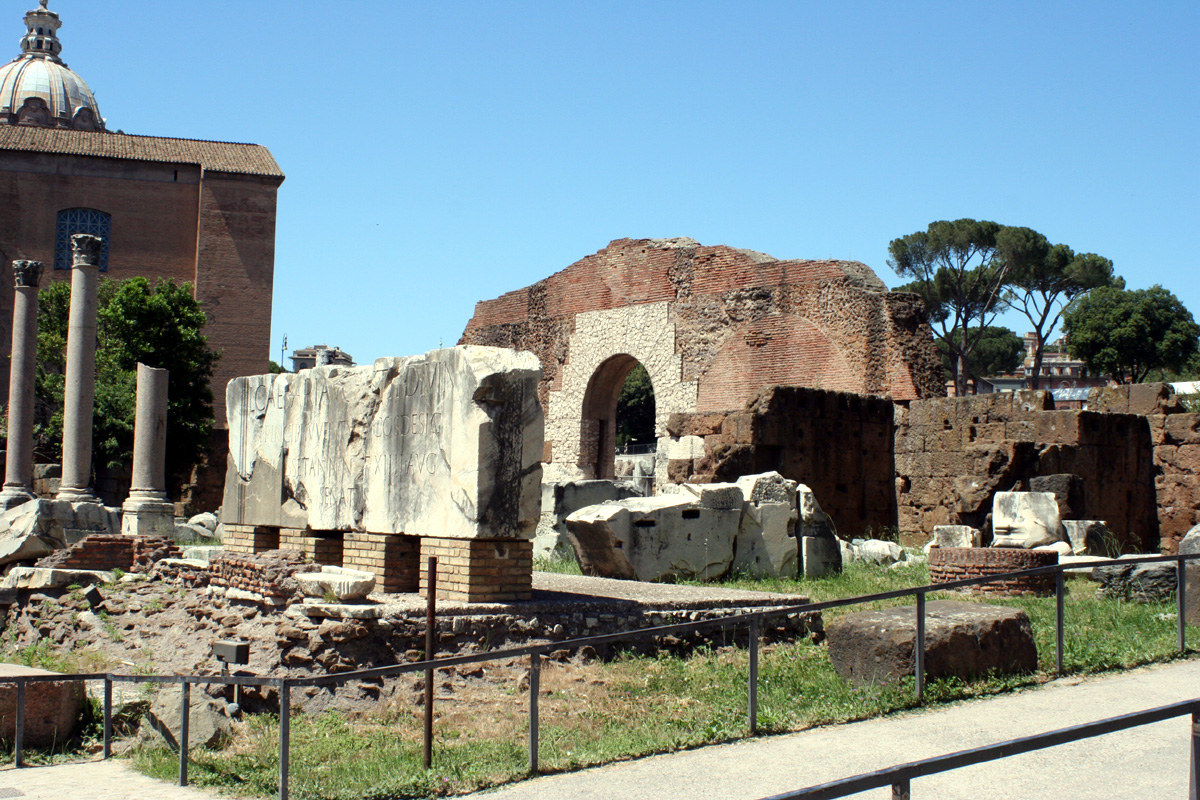
Ruinas de la Basílica Emilia en el Foro Romano.

El edificio se emplaza ahora sobre las Tabernae novae pero un incendio obliga a reconstruirla en 14 a. C. por el mismo Lucio Emilio Paulo y Augusto en el nombre de la gens Emilia, ya en su forma final, decorándose el pórtico y la cella. En esta ocasión las tabernae que la precedían hacia la plaza del Foro y el pórtico se reconstruyeron por completo. El último fue dedicado a los dos nietos del emperador (Porticus Gai et Luci): tenía dos órdenes de arcos con pilastras y semi-columnas dóricas. Los dos pisos superiores de la basílica se reconstruyeron totalmente. Sobre el orden superior se construyó un ático, decorado con elementos vegetales y estatuas de bárbaros.
La basílica fue restaurada de nuevo en el año 22. En su doscientos aniversario, la basílica Emilia fue considerada por Plinio como uno de los edificios más bellos de Roma. Era un lugar donde se desarrollaban negocios y, en el pórtico de Cayo y Lucio (los nietos de Augusto) frente al Foro Romano, estaban las Tabernae Novae (Tiendas nuevas). La principal sala o patio (de 100 metros de largo y 29,9 de profundidad) estaba detrás de las tiendas.

### Última restauración
La última restauración documentada se efectuó tras el incendio de 410, durante el saqueo de Alarico I el visigodo. El tejado de madera, las Tabernae así como la fachada de la basílica quedaron entonces completamente destruidos. En el suelo de mármol de color se pueden ver aún manchas verdes de las monedas de bronce de principios del siglo V que se fundieron durante el incendio. La basílica fue reconstruida después del fuego añadiéndole una nueva planta mientras que la parte central del porche delantero fue reemplazada por un pórtico hacia el año 420 con columnas de granito rosa sobre bases, mucho más densas que los pilares del porche por encima y tres de estas columnas fueron reconstruidas después de las excavaciones y aún están en el lado este hacia el templo de Antonino y Faustina.
Un terremoto en el año 847 provocó el derrumbamiento final de lo que quedaba de estructura. Los restos de la basílica se usaron como material de construcción y algunos todavía eran visibles en el Renacimiento, y sin embargo, fueron usados para el palacio Giraud-Torlonia (que ya no existe tampoco).

### Restos
Sólo quedan hoy en día las bases de las columnas exteriores y de la nave, así como las bases de las tiendas (tabernae), dando el plano general del edificio del que no queda nada más.

## Descripción
La basílica tenía 100 metros de largo y alrededor de 30 metros de ancho. A lo largo de los lados había dos órdenes de 16 arcos, y se accedía a través de una de las tres entradas. El orden arquitectónico dominante es el dórico.
Estaba formada por una gran aula de unos 90 metros de largo por 27 metros de ancho, dividida en tres naves, una central de casi 12 m y dos laterales, por hileras de columnas, en mármol de África con bases y capiteles en mármol blanco. Una cuarta nave fue añadida en las reconstrucciones. Al noreste de nave central existía una segunda línea de columnas. Al suroeste de la nave, se construyó una hilera de pequeñas tiendas (tabernae) en opus quadratum de toba. En tres de ellos son puertas que comunican con la nave. La arcada principal estaba formada por quince arcos.
El edificio estaba precedido por el lado del foro por un pórtico de dos pisos con dieciséis arcos sobre pilastras. Por detrás del pórtico hay una serie de tabernae entre ellas se abren las tres entradas que dan acceso al aula.
Más tarde, Augusto alzó delante de la basílica, los ophia, una columnata dórica en arcadas, que ocultaba las tiendas (tabernae) a los ojos de los peatones que pasaban por la vía Sacra, y volvía la vieja basílica al gusto del día. De tiempos de Augusto, el pórtico se separó de la estructura de la basílica y formó un edificio por sí mismo, dedicado a sus dos hijos adoptivos, Cayo y Lucio César.
Al norte de la basílica, parece que había una puerta que daba al Campo Vaccino con lados, columnas sobre pedestal y un entablamento dórico adornado con triglifos y bucráneos.

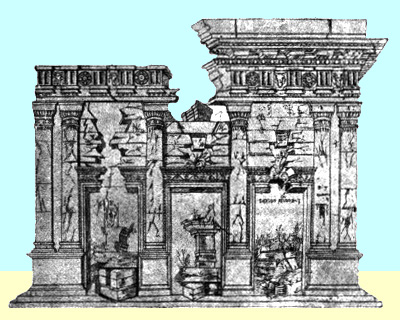
Dibujo de los restos de la basílica Emilia, en el Foro Romano, por Giuliano da Sangallo, 1480.
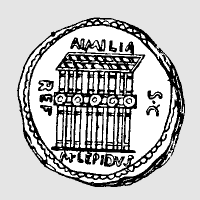
Imagen de la fachada de la basílica Emilia, en una moneda romana acuñada por Marco Emilio Lépido en el año 61 a. C.
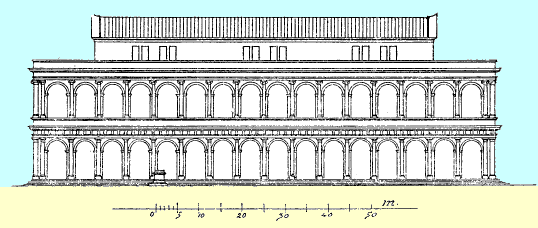
Reconstrucción de la fachada, Christian Hülsen, 1905
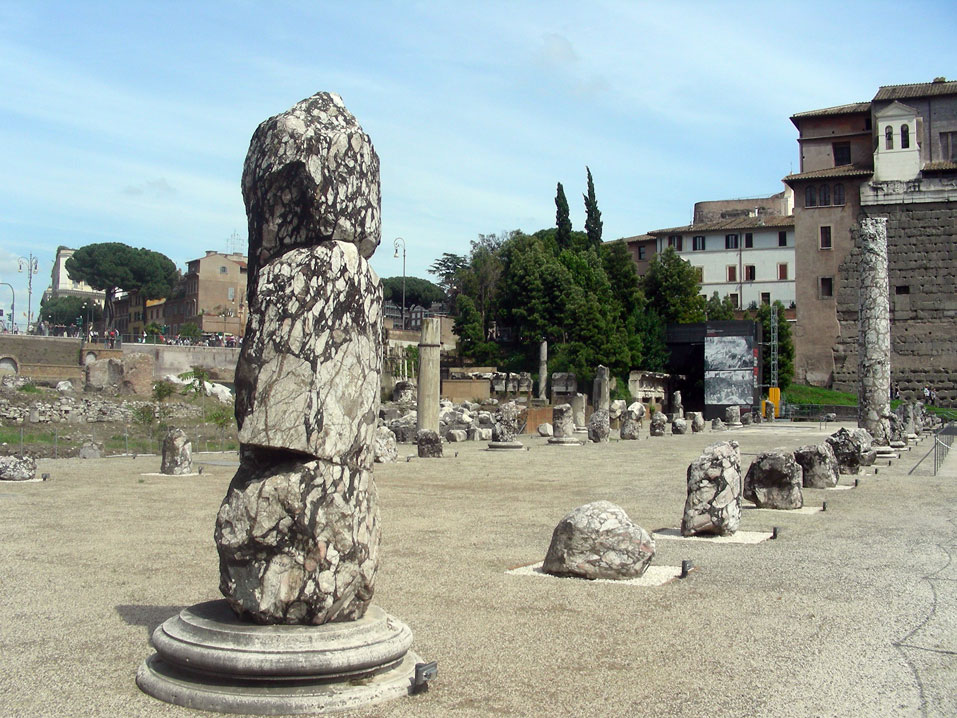
Restos de la columnata interior.